# Томаровка
Томаро́вка (рос. Томаровка) — селище міського типу, в Яковлевському районі Бєлгородської області РФ.
Населення селища становить 7 099 осіб (2008; 7 816 в 2002).

## Географія
Селище розташоване на річці Ворскла, лівій притоці Дніпра, за 29 км на північний захід від Бєлгорода.

## Історія
Статус селища міського типу отримано в 1968 році.

## Економіка
В селищі працюють заводи маслоробний та цегляний, м'ясокомбінат, птахофабрика, меблева фабрика, підприємства з виробництва круп, борошна, комбікорму, олії, велика будівнича компанія.

## Видатні місця
- Храм Казанської Божої Матері (1869)

## Відомі особистості
В поселенні народилися:
- Буркавцов Володимир Володимирович (1976—2014) — український військовий льотчик, гвардії старший лейтенант Повітряних Сил Збройних Сил України, учасник російсько-української війни.
- Русанов Георгій Олександрович — український вчений у галузі медицини, доктор медичних наук.